# Young Ones
Pour plus de détails, voir Fiche technique et Distribution.
Young Ones ou La Dernière Génération au Québec est un film de science-fiction américano-irlando-sud-africain écrit, coproduit et réalisé par Jake Paltrow, sorti en 2014.

## Synopsis
Dans un futur proche et violent, l'eau est devenue rare. Elle suscite la convoitise. Dans ce contexte hostile, Ernest Holm vit avec ses enfants Jerome et Mary. Si son fils est admiratif de lui, sa relation avec sa fille, Mary, est beaucoup plus conflictuelle. Ernest tente tant bien que mal de protéger sa ferme et sa famille des bandits. Il espère par ailleurs que ses terres seront à nouveau fertiles. De son côté, Flem Lever fréquente Mary en secret et veut à tout prix récupérer les terres d'Ernest…

## Fiche technique
Sauf indication contraire, les informations mentionnées dans cette section peuvent être confirmées par la base de données cinématographiques IMDb,  présente dans la section « Liens externes ».
- Titre original et français : Young Ones
- Titre québécois : La Dernière Génération
- Réalisation : Jake Paltrow
- Scénario : Jake Paltrow
- Direction artistique : Sharon Lomofsky
- Décors : Emilia Roux
- Costumes : Diana Cilliers
- Photographie : Giles Nuttgens
- Son : Julian Slater
- Montage : Matt Mayer
- Musique : Nathan Johnson
- Production : Michael Auret, Tristan Lynch et Jake Paltrow
- Sociétés de production : Spier Films et Subotica Entertainment ; Quickfire Films (coproduction)
- Société de distribution : Screen Media Films ; Potemkine Films (France), Signature Entertainment (Royaume-Uni)
- Pays de production :  Afrique du Sud /  Irlande /  États-Unis
- Langue originale : anglais
- Format : couleur - 2.35 : 1 - Dolby numérique  - 35 mm
- Genre : science-fiction
- Durée : 90 minutes
- Dates de sortie[1] :
  - États-Unis : 18 janvier 2014 (Festival du film de Sundance) ; 17 octobre 2014
  - Suisse romande : 12 juillet 2014 (Festival international du film fantastique de Neuchâtel)
  - Afrique du Sud : 14 juillet 2014 (Festival international du film de Durban)
  - France : 13 août 2014[2]

## Distribution
- Michael Shannon (VF : David Krüger) : Ernest Holm
- Nicholas Hoult (VF : Damien Boisseau) : Flem Lever
- Kodi Smit-McPhee (VF : Gabriel Bismuth-Bienaimé) : Jerome Holm
- Elle Fanning (VF : Lou Lévy) : Mary Holm
- Aimee Mullins (VF : Dominique Vallée) : Katherine Holm
- Christy Pankhurst (VF : Benjamin Bollen) : Robbie

 Source et légende : version française (VF) sur RS Doublage et Carton de doublage TV

## Production
Tournage
Le tournage débute en février 2013 en Afrique du Sud et s'est fini à la mi-mars de la même année[réf. souhaitée].

## Distinctions
Nomination et sélection
- Festival du film de Sundance 2014 : sélection « Premieres »